# Rhyacophila obtusa
Rhyacophila obtusa är en nattsländeart som beskrevs av Klapalek 1894. Rhyacophila obtusa ingår i släktet Rhyacophila och familjen rovnattsländor. Inga underarter finns listade i Catalogue of Life.